# Le Soleil des Scorta
Le Soleil des Scorta est un roman écrit par Laurent Gaudé publié chez Actes Sud en 2004 et ayant remporté le prix Goncourt la même année, constituant le premier prix prestigieux obtenu par la maison d'édition Actes Sud. Ce roman a également reçu le prix Eugène-Dabit du roman populiste et le prix du jury Jean-Giono en 2004. 

## Historique du roman
Le massif du Gargano dans les Pouilles – qui constitue le décor rude et aride du roman – et en particulier les villes de Monte Sant'Angelo et surtout de Peschici, où réside une partie de l'année Laurent Gaudé et dont la femme est originaire, ont servi de source d'inspiration à l'auteur pour décrire la vie quotidienne d'un petit village du sud de l'Italie.
Le roman est publié chez Actes Sud le 20 août 2004,. Il reçoit un excellent accueil auprès du public et des libraires avant d'être récompensé par le prix Goncourt en novembre 2004, au quatrième tour, par quatre voix contre trois à Val Paradis d'Alain Jaubert et deux aux Menteurs de Marc Lambron,,.

## Résumé

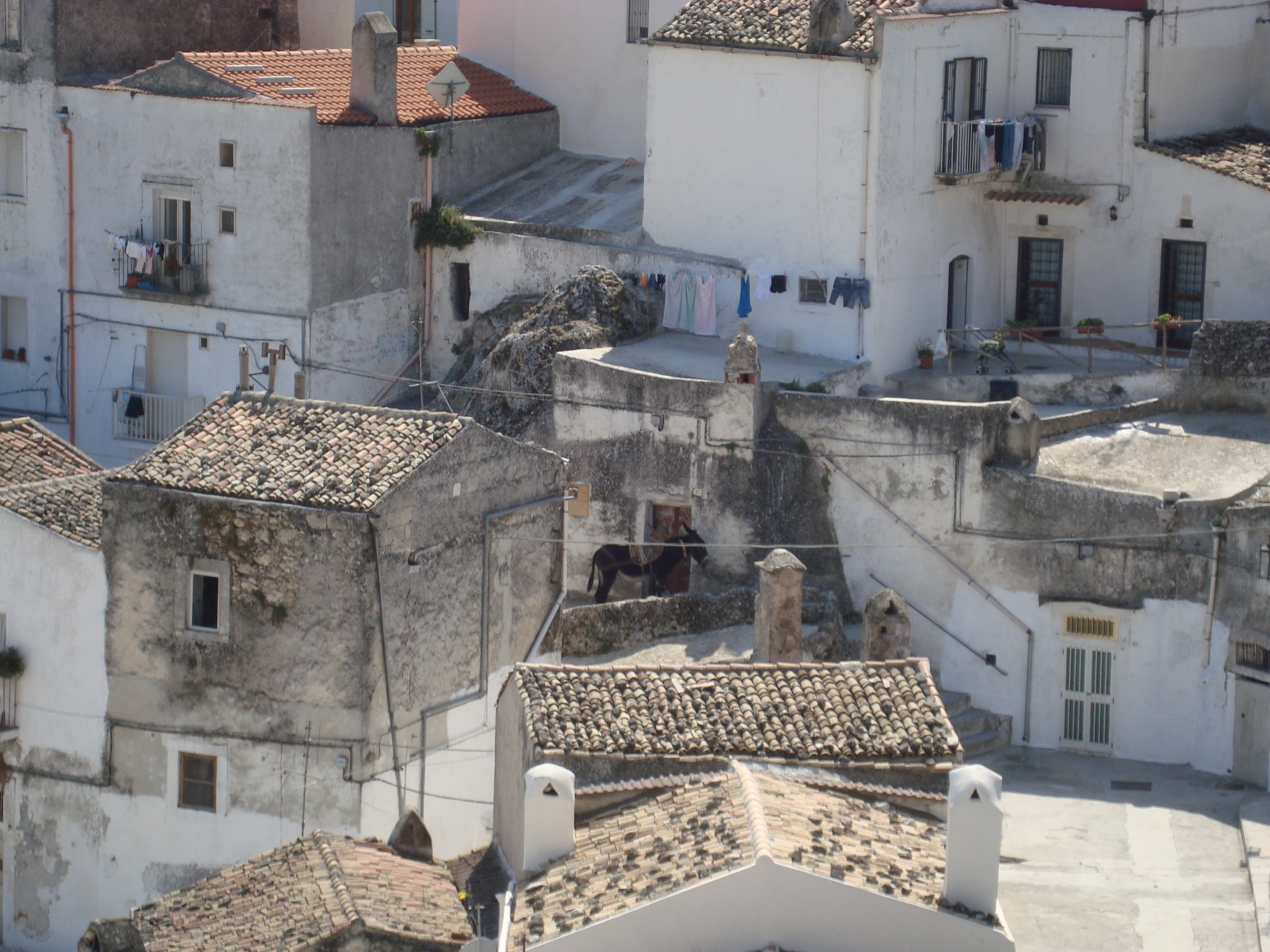
Une mule dans les rues de Monte Sant'Angelo, inspiration (avec le village de Peschici) du « Montepuccio » du roman

En 1875, dans les monts Gargano de la région des Pouilles dans le Sud de l'Italie, un bandit de grand chemin Luciano Mascalzone retourne à Montepuccio après avoir purgé une peine de quinze ans de prison. Résolu, quoi qu'il lui en coûte, à posséder Filomena Biscotti, une jeune femme dont il s'est épris avant sa condamnation, il se présente devant la maison familiale. Une jeune femme qu'il croit être Filomena lui ouvre la porte et s'abandonne sans résistance. Au soir les habitants de Montepuccio, décidés à punir le criminel revenu au pays, le lapident pour ce qu'ils pensent être un viol d'Immacolata Biscotti, la jeune sœur, devenue vieille fille, de Filomena décédée longtemps auparavant. Luciano meurt malgré les soins de Don Giorgio, le prêtre du village.
Neuf mois plus tard naît de cette union un enfant, Rocco, qui deviendra immédiatement orphelin après la mort de sa mère Immacolata. Enfant maudit par le village qui veut sa mort, Rocco est confié, par Don Giorgio qui le sauve de la vindicte, à une famille de pêcheurs de San Giocondo, le village voisin et rival. Rocco grandira chez les Scorta et deviendra à son tour un bandit écumant les Pouilles. Devenu riche, il retourne à Montepuccio pour se faire marier par Don Giorgio avec une jeune femme muette et sans nom. Ils s'installent dans une ferme sur les hauteurs du village. Trois enfants Scorta-Mascalzone naissent de cette union : Domenico, Giuseppe, et Carmela. Bien que craint par le village dont Rocco se tient pourtant à distance, ses trois enfants sont rejetés de la communauté de Montepuccio qui voit en eux des délinquants.  Seul le jeune Raffaele devient leur ami malgré les menaces et coups de ses propres parents pour le dissuader de fréquenter les Scorta-Mascalzone. À la mort de Rocco en 1928, celui-ci, selon ses dernières volontés exprimées auprès de Don Giorgio, fait don de tous ses biens à l'Église, déshéritant ainsi ses enfants âgés de douze à  dix-huit ans, à la condition expresse que tout Scorta soit désormais enterré avec fastes et honneurs par le village.
Privés de toute ressource, les trois enfants Scorta s'embarquent pour les États-Unis avec l'aide de Don Giorgio. L'espoir d'une vie nouvelle est devant eux, mais Carmela n'est pas admise à entrer à New York en raison d'une fièvre suspecte pour les autorités sanitaires de la ville. Plutôt que de se séparer, les trois Scorta retournent en Italie à Naples en faisant quelques petits travaux et affaires pour survivre. Un an plus tard, ils rentrent à Montepuccio, accueillis par Raffaele qui leur apprend la mort de leur mère, la Muette, et son inhumation dans la fosse commune par le nouveau prêtre du village. De rage, les Scorta et Raffaele déterrent le cercueil et l'enterrent dans une sépulture à l'écart du cimetière. Sur la tombe de la Muette, à la demande des trois frères et sœur, Raffaele décide à son tour de prendre le nom de la famille Scorta et de devenir le frère fidèle de Carmela malgré son amour pour elle.

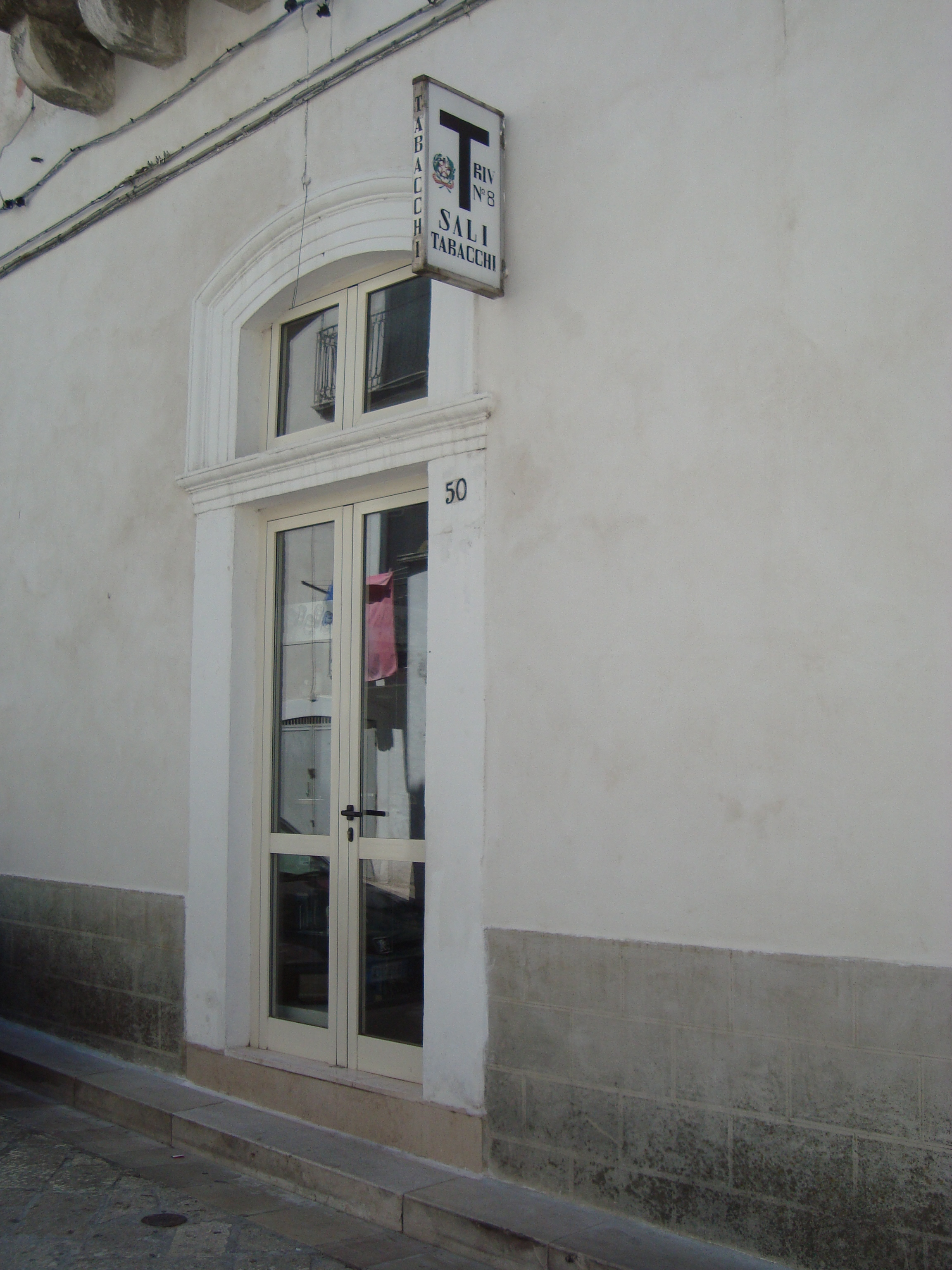
Un bureau de tabac de Monte Sant'Angelo.

Suivant une idée de Carmela, les quatre Scorta s'endettent et décident alors d'ouvrir ensemble le premier bureau de tabac de Montepuccio au début des années 1930. Le fils cadet de Carmela, Donato, devient également un contrebandier sur initiation de son oncle Giuseppe. Le bureau de tabac fait vivre les Scorta qui petit à petit se marient et fondent de nouvelles lignées. Chacun des trois frères Scorta se diversifie dans un commerce au sein du village où ils sont enfin acceptés. Carmela se retrouve subitement veuve avec ses deux fils, Elia et Donato. Ses frères lui laissent le bénéfice du bureau de tabac, où elle va redoubler de travail pour vivre. Les années passent et ses enfants, après diverses épreuves individuelles, décident eux aussi de rester au village et de reprendre les affaires de la famille Scorta, liés qu'ils sont à leur terre et leur sang. Seule Anna, petite fille de Carmela, sortira du village pour étudier à Bologne, dans le nord de l'Italie.

## Chapitres
Le roman se divise en 10 chapitres :
- I. Les pierres chaudes du destin
- II. La malédiction de Rocco
- III. Le retour des miséreux
- IV. Le tabac des taciturnes
- V. Le banquet
- VI. Les mangeurs de soleil
- VII. Tarentelle
- VIII. La plongée du soleil
- IX. Tremblement de terre
- X. La procession de Sant'Elia

Chacun des chapitres I à IX est ponctué par le récit de la vieille Carmela au curé don Salvatore de l'histoire de la famille Scorta.

## Généalogie des Scorta-Mascalzone-Manuzio
Le nom Scorta ne vient pas d'une descendance : c'est un nom créé par Rocco Mascalzone lui-même, qui décide de s'appeler Rocco Scorta-Mascalzone. On apprend dans le début du roman qu'il s'agit d'un « nouveau nom, mélange du patronyme de son père et de celui des pêcheurs qui l'avaient recueilli ». Ce nom de famille est rapidement abrégé en Scorta. Rocco est ainsi appelé aussi bien Rocco Scorta-Mascalzone que Rocco Scorta dans le roman, et Laurent Gaudé parle aussi des « enfants Scorta », bien qu'il s'agisse toujours de la famille Scorta-Mascalzone.
L'arbre généalogique suivant référence la descendance de Luciano Mascalzone et Immacolata Biscotti. Par ailleurs, Raffaele y est présent ainsi que sa descendance, car il est considéré comme un frère de Domenico, Giuseppe et Carmela depuis qu'il a participé à l'enterrement de « la Muette », mère de ces trois Scorta. Il a d'ailleurs pris le nom de famille Scorta à ce moment-là.
Les personnages particulièrement importants du roman, qui ont le tempérament et « la soif » des Scorta, sont en gras dans cet arbre généalogique. Certains personnages ne portent pas le patronyme Scorta, mais se considèrent comme des Scorta. Ainsi, à la fin du roman, Anna Manuzio reprendra une phrase célèbre des Scorta : « Rien ne rassasie les Scorta », en parlant à son père. Celui-ci, d'abord surpris, comprend alors : « Anna était une Scorta. Elle venait de le devenir. Malgré le nom de Manuzio qu'elle portait ».
|                           |                           |                           |                           |                           |                           |  |  |  |  |  |  |                 |                 | Luciano Mascalzone | Luciano Mascalzone | Luciano Mascalzone | Luciano Mascalzone | Luciano Mascalzone | Luciano Mascalzone |                           |                           |                           |                           |                           |                           | Immacolata Biscotti | Immacolata Biscotti | Immacolata Biscotti | Immacolata Biscotti | Immacolata Biscotti | Immacolata Biscotti |               |               |                  |                  |                  |                  |                  |                  |                                  |                                  |                                  |                                  |                                  |                                  |              |              |  |  |  |  |                 |                 |                 |                 |                 |                 |                |                |                                   |                                   |                                   |                                   |                                   |                                   |                |                |                |                |                |                |            |            |            |            |            |            |  |  |
|                           |                           |                           |                           |                           |                           |  |  |  |  |  |  |                 |                 | Luciano Mascalzone | Luciano Mascalzone | Luciano Mascalzone | Luciano Mascalzone | Luciano Mascalzone | Luciano Mascalzone |                           |                           |                           |                           |                           |                           | Immacolata Biscotti | Immacolata Biscotti | Immacolata Biscotti | Immacolata Biscotti | Immacolata Biscotti | Immacolata Biscotti |               |               |                  |                  |                  |                  |                  |                  |                                  |                                  |                                  |                                  |                                  |                                  |              |              |  |  |  |  |                 |                 |                 |                 |                 |                 |                |                |                                   |                                   |                                   |                                   |                                   |                                   |                |                |                |                |                |                |            |            |            |            |            |            |  |  |
|                           |                           |                           |                           |                           |                           |  |  |  |  |  |  |                 |                 |                    |                    |                    |                    |                    |                    |                           |                           |                           |                           |                           |                           |                     |                     |                     |                     |                     |                     |               |               |                  |                  |                  |                  |                  |                  |                                  |                                  |                                  |                                  |                                  |                                  |              |              |  |  |  |  |                 |                 |                 |                 |                 |                 |                |                |                                   |                                   |                                   |                                   |                                   |                                   |                |                |                |                |                |                |            |            |            |            |            |            |  |  |
|                           |                           |                           |                           |                           |                           |  |  |  |  |  |  |                 |                 |                    |                    |                    |                    |                    |                    | Rocco Scorta-Mascalzone   | Rocco Scorta-Mascalzone   | Rocco Scorta-Mascalzone   | Rocco Scorta-Mascalzone   | Rocco Scorta-Mascalzone   | Rocco Scorta-Mascalzone   |                     |                     | « La Muette »       | « La Muette »       | « La Muette »       | « La Muette »       | « La Muette » | « La Muette » |                  |                  |                  |                  |                  |                  |                                  |                                  |                                  |                                  |                                  |                                  |              |              |  |  |  |  |                 |                 |                 |                 |                 |                 |                |                |                                   |                                   |                                   |                                   |                                   |                                   |                |                |                |                |                |                |            |            |            |            |            |            |  |  |
|                           |                           |                           |                           |                           |                           |  |  |  |  |  |  |                 |                 |                    |                    |                    |                    |                    |                    | Rocco Scorta-Mascalzone   | Rocco Scorta-Mascalzone   | Rocco Scorta-Mascalzone   | Rocco Scorta-Mascalzone   | Rocco Scorta-Mascalzone   | Rocco Scorta-Mascalzone   |                     |                     | « La Muette »       | « La Muette »       | « La Muette »       | « La Muette »       | « La Muette » | « La Muette » |                  |                  |                  |                  |                  |                  |                                  |                                  |                                  |                                  |                                  |                                  |              |              |  |  |  |  |                 |                 |                 |                 |                 |                 |                |                |                                   |                                   |                                   |                                   |                                   |                                   |                |                |                |                |                |                |            |            |            |            |            |            |  |  |
|                           |                           |                           |                           |                           |                           |  |  |  |  |  |  |                 |                 |                    |                    |                    |                    |                    |                    |                           |                           |                           |                           |                           |                           |                     |                     |                     |                     |                     |                     |               |               |                  |                  |                  |                  |                  |                  |                                  |                                  |                                  |                                  |                                  |                                  |              |              |  |  |  |  |                 |                 |                 |                 |                 |                 |                |                |                                   |                                   |                                   |                                   |                                   |                                   |                |                |                |                |                |                |            |            |            |            |            |            |  |  |
|                           |                           |                           |                           |                           |                           |  |  |  |  |  |  |                 |                 |                    |                    |                    |                    |                    |                    |                           |                           |                           |                           |                           |                           |                     |                     |                     |                     |                     |                     |               |               |                  |                  |                  |                  |                  |                  |                                  |                                  |                                  |                                  |                                  |                                  |              |              |  |  |  |  |                 |                 |                 |                 |                 |                 |                |                |                                   |                                   |                                   |                                   |                                   |                                   |                |                |                |                |                |                |            |            |            |            |            |            |  |  |
| Domenico Scorta, dit Mimi | Domenico Scorta, dit Mimi | Domenico Scorta, dit Mimi | Domenico Scorta, dit Mimi | Domenico Scorta, dit Mimi | Domenico Scorta, dit Mimi |  |  |  |  |  |  | Maria Faratella | Maria Faratella | Maria Faratella    | Maria Faratella    | Maria Faratella    | Maria Faratella    |                    |                    | Giuseppe Scorta, dit Pepe | Giuseppe Scorta, dit Pepe | Giuseppe Scorta, dit Pepe | Giuseppe Scorta, dit Pepe | Giuseppe Scorta, dit Pepe | Giuseppe Scorta, dit Pepe |                     |                     |                     |                     |                     |                     | Mattea        | Mattea        | Mattea           | Mattea           | Mattea           | Mattea           |                  |                  | Carmela Scorta, dite « Miuccia » | Carmela Scorta, dite « Miuccia » | Carmela Scorta, dite « Miuccia » | Carmela Scorta, dite « Miuccia » | Carmela Scorta, dite « Miuccia » | Carmela Scorta, dite « Miuccia » |              |              |  |  |  |  | Antonio Manuzio | Antonio Manuzio | Antonio Manuzio | Antonio Manuzio | Antonio Manuzio | Antonio Manuzio |                |                | Raffaele Scorta, dit « Faelucc' » | Raffaele Scorta, dit « Faelucc' » | Raffaele Scorta, dit « Faelucc' » | Raffaele Scorta, dit « Faelucc' » | Raffaele Scorta, dit « Faelucc' » | Raffaele Scorta, dit « Faelucc' » |                |                |                |                |                |                | Giuseppina | Giuseppina | Giuseppina | Giuseppina | Giuseppina | Giuseppina |  |  |
| Domenico Scorta, dit Mimi | Domenico Scorta, dit Mimi | Domenico Scorta, dit Mimi | Domenico Scorta, dit Mimi | Domenico Scorta, dit Mimi | Domenico Scorta, dit Mimi |  |  |  |  |  |  | Maria Faratella | Maria Faratella | Maria Faratella    | Maria Faratella    | Maria Faratella    | Maria Faratella    |                    |                    | Giuseppe Scorta, dit Pepe | Giuseppe Scorta, dit Pepe | Giuseppe Scorta, dit Pepe | Giuseppe Scorta, dit Pepe | Giuseppe Scorta, dit Pepe | Giuseppe Scorta, dit Pepe |                     |                     |                     |                     |                     |                     | Mattea        | Mattea        | Mattea           | Mattea           | Mattea           | Mattea           |                  |                  | Carmela Scorta, dite « Miuccia » | Carmela Scorta, dite « Miuccia » | Carmela Scorta, dite « Miuccia » | Carmela Scorta, dite « Miuccia » | Carmela Scorta, dite « Miuccia » | Carmela Scorta, dite « Miuccia » |              |              |  |  |  |  | Antonio Manuzio | Antonio Manuzio | Antonio Manuzio | Antonio Manuzio | Antonio Manuzio | Antonio Manuzio |                |                | Raffaele Scorta, dit « Faelucc' » | Raffaele Scorta, dit « Faelucc' » | Raffaele Scorta, dit « Faelucc' » | Raffaele Scorta, dit « Faelucc' » | Raffaele Scorta, dit « Faelucc' » | Raffaele Scorta, dit « Faelucc' » |                |                |                |                |                |                | Giuseppina | Giuseppina | Giuseppina | Giuseppina | Giuseppina | Giuseppina |  |  |
|                           |                           |                           |                           |                           |                           |  |  |  |  |  |  |                 |                 |                    |                    |                    |                    |                    |                    |                           |                           |                           |                           |                           |                           |                     |                     |                     |                     |                     |                     |               |               |                  |                  |                  |                  |                  |                  |                                  |                                  |                                  |                                  |                                  |                                  |              |              |  |  |  |  |                 |                 |                 |                 |                 |                 |                |                |                                   |                                   |                                   |                                   |                                   |                                   |                |                |                |                |                |                |            |            |            |            |            |            |  |  |
|                           |                           |                           |                           |                           |                           |  |  |  |  |  |  |                 |                 |                    |                    |                    |                    |                    |                    |                           |                           |                           |                           |                           |                           |                     |                     |                     |                     |                     |                     |               |               |                  |                  |                  |                  |                  |                  |                                  |                                  |                                  |                                  |                                  |                                  |              |              |  |  |  |  |                 |                 |                 |                 |                 |                 |                |                |                                   |                                   |                                   |                                   |                                   |                                   |                |                |                |                |                |                |            |            |            |            |            |            |  |  |
| Lucrezia                  | Lucrezia                  | Lucrezia                  | Lucrezia                  | Lucrezia                  | Lucrezia                  |  |  |  |  |  |  | Nicoletta       | Nicoletta       | Nicoletta          | Nicoletta          | Nicoletta          | Nicoletta          |                    |                    |                           |                           |                           |                           |                           |                           | Vittorio            | Vittorio            | Vittorio            | Vittorio            | Vittorio            | Vittorio            |               |               | Maria Carminella | Maria Carminella | Maria Carminella | Maria Carminella | Maria Carminella | Maria Carminella |                                  |                                  | Elia Manuzio                     | Elia Manuzio                     | Elia Manuzio                     | Elia Manuzio                     | Elia Manuzio | Elia Manuzio |  |  |  |  |                 |                 | Donato Manuzio  | Donato Manuzio  | Donato Manuzio  | Donato Manuzio  | Donato Manuzio | Donato Manuzio |                                   |                                   |                                   |                                   |                                   |                                   | Michele Scorta | Michele Scorta | Michele Scorta | Michele Scorta | Michele Scorta | Michele Scorta |            |            |            |            |            |            |  |  |
| Lucrezia                  | Lucrezia                  | Lucrezia                  | Lucrezia                  | Lucrezia                  | Lucrezia                  |  |  |  |  |  |  | Nicoletta       | Nicoletta       | Nicoletta          | Nicoletta          | Nicoletta          | Nicoletta          |                    |                    |                           |                           |                           |                           |                           |                           | Vittorio            | Vittorio            | Vittorio            | Vittorio            | Vittorio            | Vittorio            |               |               | Maria Carminella | Maria Carminella | Maria Carminella | Maria Carminella | Maria Carminella | Maria Carminella |                                  |                                  | Elia Manuzio                     | Elia Manuzio                     | Elia Manuzio                     | Elia Manuzio                     | Elia Manuzio | Elia Manuzio |  |  |  |  |                 |                 | Donato Manuzio  | Donato Manuzio  | Donato Manuzio  | Donato Manuzio  | Donato Manuzio | Donato Manuzio |                                   |                                   |                                   |                                   |                                   |                                   | Michele Scorta | Michele Scorta | Michele Scorta | Michele Scorta | Michele Scorta | Michele Scorta |            |            |            |            |            |            |  |  |
|                           |                           |                           |                           |                           |                           |  |  |  |  |  |  |                 |                 |                    |                    |                    |                    |                    |                    |                           |                           |                           |                           |                           |                           |                     |                     |                     |                     |                     |                     |               |               |                  |                  |                  |                  |                  |                  |                                  |                                  |                                  |                                  |                                  |                                  |              |              |  |  |  |  |                 |                 |                 |                 |                 |                 |                |                |                                   |                                   |                                   |                                   |                                   |                                   |                |                |                |                |                |                |            |            |            |            |            |            |  |  |
|                           |                           |                           |                           |                           |                           |  |  |  |  |  |  |                 |                 |                    |                    |                    |                    |                    |                    |                           |                           |                           |                           |                           |                           |                     |                     |                     |                     |                     |                     |               |               |                  |                  |                  |                  | Anna Manuzio     | Anna Manuzio     | Anna Manuzio                     | Anna Manuzio                     | Anna Manuzio                     | Anna Manuzio                     |                                  |                                  |              |              |  |  |  |  |                 |                 |                 |                 |                 |                 |                |                |                                   |                                   |                                   |                                   |                                   |                                   | Emilio Scorta  | Emilio Scorta  | Emilio Scorta  | Emilio Scorta  | Emilio Scorta  | Emilio Scorta  |            |            |            |            |            |            |  |  |

## Éditions
- Actes Sud, 2004  (ISBN 2-7427-5141-6).
- Coll. « Babel », Actes Sud, 2006,  (ISBN 978-2742760183).
- J'ai lu, 2013  (ISBN 978-2290078129)
- Éditions Tishina, 2014, dans une version illustrée par Benjamin Bachelier  (ISBN 979-10-91472-03-6)[7].
- Le Figaro, 2022  (ISBN 978-2-8105-0957-7).